# Jos Wouters
Jos Wouters (ur. 28 października 1959) – belgijski duchowny rzymskokatolicki, norbertanin, od 2018 opat generalny tegoż zakonu.

## Życiorys
Święcenia kapłańskie przyjął 7 września 1986. Przez  dwanaście lat był opatem w Averbode. 24 lipca 2018 został wybrany na opata generalnego zakonu norbertanów.